# Kazimierz Łempicki
Kazimierz Łempicki herbu Junosza – stolnik zakroczymski w 1773 roku, podczaszy zakroczymski w 1768 roku, podstoli zakroczymski w 1757 roku, cześnik zakroczymski, sędzia grodzki zakroczymski, podstarości zakroczymski w latach 1764–1794.
Był elektorem Stanisława Augusta Poniatowskiego w 1764 z ziemi zakroczymskiej. Poseł ziemi zakroczymskiej na Sejm Czteroletni w 1788 roku.